# ترالس (دهانه)
ترالس یک دهانه برخوردی در ماه‌ است.

## دهانه‌های اقماری
این دهانه ۳ دهانه اقماری دارد.
| Tralles | عرض جغرافیایی | طول جغرافیایی | قطر          |
| ------- | ------------- | ------------- | ------------ |
| A       | ۲۷.۵° N       | ۴۷.۰° E       | ۱۸.۰ کیلومتر |
| C       | ۲۷.۸° N       | ۴۹.۴° E       | ۷.۰ کیلومتر  |
| B       | ۲۷.۳° N       | ۵۰.۶° E       | ۱۱.۰ کیلومتر |